# Недим Халиловић
Недим Халиловић (Брчко, 1. јул 1979) бивши је босанскохерцеговачки професионални фудбалер. Висок је 185 центиметра и играо је на позицији нападача.

## Каријера

### Клупска
Своју професионалну каријеру започео је у ФК Змај од Босне, да би наставио у НК Искра Бугојно, ФК Слобода Тузла, НК Вартекс, ФК Еребро, ХНК Ријека, ФК Динамо Тирана и завршио у ФК Далкурд. Највећи део клупске каријере провео је играјући за Вартекс за који је наступао пет сезона од 2001. до 2006. године, забележивши 124 наступа у којима је постиго 20 голова.

### Репрезентативна
За репрезентацију Босне и Херцеговине је дебитовао у утакмици против Малезије 25. јуна 2001. године. Последњи наступ за репрезентацију, Недим Халиловић, је забележио у пријатељској утакмици против Ирана 31. маја 2006. године. У репрезентацији је забележио укупно шеснаест наступа.

## Статистика

### Репрезентативна[4][5]
| Босна и Херцеговина | Босна и Херцеговина | Босна и Херцеговина |
| Година              | Одиграо утакмица    | Постигнути голови   |
| ------------------- | ------------------- | ------------------- |
| 2001                | 3                   | 0                   |
| 2002                | 1                   | 0                   |
| 2003                | 1                   | 0                   |
| 2004                | 3                   | 0                   |
| 2005                | 6                   | 0                   |
| 2006                | 2                   | 0                   |
| Укупно              | 16                  | 0                   |